# 小行星1797
小行星1797（1797 Schaumasse）是一颗围绕太阳公转的小行星。1936年11月15日，安德烈·帕特里在尼斯发现了此天体。
該小行星以法國天文學家亞歷山大·蕭馬斯命名。
这颗小行星的绝对星等为355.32611等。